# Silnice I/62
Die Silnice I/62 (tschechisch für: „Straße I. Klasse 62“) ist eine tschechische Staatsstraße (Straße I. Klasse).

## Verlauf
Die Straße nimmt in Ústí nad Labem (Aussig) an der Silnice I/30 ihren Ausgang. Sie folgt dem linken Ufer der Elbe flussabwärts, trifft beim Ortsteil Podmokly (Bodenbach) der Stadt Děčín (Tetschen) auf die Silnice I/13, die hier zugleich die Europastraße 442 bildet, überquert mit dieser auf einer Brücke die Elbe, folgt von dieser Stadt aus dem rechten Ufer der Elbe, bis sie nördlich von Hřensko (Herrnskretschen) bei dem am niedrigsten gelegenen Punkt der tschechischen Republik die Grenze zur Bundesrepublik Deutschland erreicht und an der Grenze in die Bundesstraße 172 übergeht, die bei Bad Schandau wieder auf das linke Ufer der Elbe wechselt.
Die Straßenlänge beträgt rund 37 Kilometer.

## Besonderheiten
Der Übergang nach Deutschland darf nur von Fahrzeugen bis 3,5 Tonnen Gesamtmasse passiert werden.
Die Straße eröffnet in ihrem nördlichen Abschnitt den Zugang zum Nationalpark Böhmische Schweiz und zum sich südlich anschließenden Landschaftsschutzgebiet CHKO Labské pískovce.

## Geschichte
Die Straße wurde nach der Annexion des Sudetenlands durch das Deutsche Reich ab 1938 gebaut und in Betrieb genommen. Sie war bis 1945 als Teil der Reichsstraße 172 ausgewiesen.